# Larrazieu
Le ruisseau de Larrazieu est un cours d'eau qui traverse les départements du Gers et des Landes et un affluent gauche de la Douze dans le bassin versant de l'Adour.

## Géographie
D'une longueur de 10,3 kilomètres, il prend sa source sur la commune de Mauléon-d'Armagnac (Gers), à l'altitude 119 mètres, sous le nom de ruisseau de Laoué.
Il coule du sud-est vers le nord-ouest et se jette dans la Douze à Labastide-d'Armagnac (Landes), à l'altitude 82 mètres.

## Communes, cantons et départements traversés
Le ruisseau de Larrazieu traverse deux communes, deux cantons et deux départements, dans le sens amont vers aval : Mauléon-d'Armagnac (source) et Labastide-d'Armagnac (confluence).
Soit en termes de cantons et de départements, le ruisseau de Larrazieu prend source dans le canton de Cazaubon (Gers) et conflue dans le canton de Roquefort (Landes).

## Affluents
Le ruisseau de Larrazieu a un affluent référencé :
- le ruisseau de Larrazieu (Q2270530[1]), 1,1 km (rg).